# Tinodes pallidulus
Tinodes pallidulus là một loài Trichoptera trong họ Psychomyiidae. Chúng phân bố ở miền Cổ bắc.